# Giuseppe Aldrovandini
Giuseppe Antonio Vincenzo Aldrovandini (* 8. Juni 1671 in Bologna; † 8. Februar 1707 ebenda) war ein italienischer Kapellmeister und Komponist des Barock.

## Leben
Giuseppe Aldrovandini studierte an der Accademia Filarmonica in Bologna unter Giacomo Antonio Perti. Er wurde 1701 zum Principe der Accademia gewählt. Ab etwa 1702 war er „maestro di cappella“ des Herzogs von Mantua und später Maestro der „Accademia del Santo Spirito“ in Ferrara.
Stilistisch gehörte Aldrovandini zu den Vokal- und Instrumentalkomponisten der Bologneser Schule des ausgehenden 17. Jahrhunderts. Seine etwa 14 sicher zugeordneten Opern wurden häufig aufgeführt. Die drei ersten sind von gewisser Bedeutung in der Geschichte der Opera buffa, da sie eine eigenständige regionale Entwicklung verkörpern. Das Libretto der ersten Oper, „Gl'inganni amorosi scoperti in Villa“ (1696), zeigt eine größere dramaturgische Raffinesse als die der neapolitanischen Kollegen. Aldrovandinis ernsthafte Opern waren erfolgreich, es sind beeindruckende Werke, auch wenn sie wenig innovativ waren. Des Weiteren schuf Aldrovandini fünf Oratorien, Motetten, Kantaten, Konzerte und Sonaten.

## Werke

### Werke mit Opuszahl
- Op. 1: Armonia sacra concertata in [10] Mottetti a 2 e 3 Voci, con Violini e senza (Bologna 1701)
- Op. 2: Cantate a Voce sola (Bologna 1701)
- Op. 3: Concerti sacri a Voce sola con Violini (Bologna 1703)
- Op. 4: 10 Sonate als Concerti à due, Violino e Violoncello ò Tiorba (Bologna 1703)
- Op. 5: 10 Sonate à tre, due Violini e Violoncello col Basso per l'Organo (Bologna, 1706; Amsterdam 1710)

### Opern
- Gl'Inganni amorosi scoperti in Villa (Libretto: Lelio Maria Landi; Bologna 1696, 1725, 1728, 1746, Modena 1727);
- Dafni (Libretto: teilweise Eustachio Manfredi; Bologna 1696)
- Zelida overo La Scuola delle Mogli (Zuschreibung unsicher; Libretto: Tommaso Stanzani; Bologna 1696)
- Ottaviano (Libretto: Nicolò Beregan; Turin 1697)
- Il Perseo (nur der fünfte Akt ist von Aldrovandini; Libretto: Pier Jacopo Martelli; Bologna 1697)
- Amor torna in s'al so' over sie l'Nozz di a Checha e d'Bdett (Libretto im Bologneser Dialekt von A. M. Monti; Bologna 1698; als Amor torna in s'al so' over l'Nozz di a Flippa e d'Bdett, Bologna 1733)
- La Fortezza al Cimento (Libretto: Francesco Silvani; Venedig 1699, Florenz 1703)
- L'Orfano (Neapel 1699)
- Cesare in Alessandria (Libretto: Francesco Maria Paglia; Neapel 1700)
- Le due Auguste (Libretto: Pier Paolo Seta; Bologna 1700)
- Semiramide in Ascalona (Libretto: Apostolo Zeno oder Giovanni Andrea Moniglia; Genua 1701)
- Mitridate in Sebastia (Libretto: Giacomo Maggi; Genua 1701, Turin 1702, Florenz 1704, Neapel 1706)
- Turno Arcino (Libretto: Silvio Stampiglia; Genua 1702)
- L'Incoronatione di Dario (Libretto: Andrea del Pò; Venedig 1703, Neapel 1705)
- Il Trace in Catena (Libretto: anonym; Venedig 1704)
- Pirro (Libretto: Apostolo Zeno; Venedig 1704; Mailand 1706)
- L'Odio e l'Amore (Libretto: Matteo Noris; Neapel 1704, Livorno 1708)
- Il più fedele tra Vassalli (Libretto: Francesco Silvani, Giulio Convò und Silvio Stampiglia; Neapel 1705)
- Muzio Scevola (1705)
- Li tre Rivali al Soglio (Libretto: Silvio Stampiglia; Bologna 1711, Rimini 1715, Rovigo 1718)
- Amor non vuol rispetti (Libretto: anonym; Cento 1719)

### Oratorien
- La Guerra in Cielo (Libretto: T. Stanzani) (Bologna 1691)
- S. Sigismondo (Libretto: G. B. M. Monti) (Bologna 1691)
- Giesù nato (Libretto: D. G. B. Taroni) (Bologna 1698)
- L'Italia humiliata (Libretto: Vaiani de' Borghi) (Bologna 1702)
- La Grazia giubilante (Libretto: anonym) (Bologna 1704)
- Il doppio Martire (Libretto: M. Vangini) (Bologna 1706)

### Übrige Vokalmusik
- Cantata: Son ferito d'un Labro di Ciglio
- Magnificat in C

### Sonstige
- Sonata in C für 2 Trompeten, Streichinstrumente und Basso continuo